# Bréviaire des échecs
Le Bréviaire des échecs est un livre d'initiation sur le jeu d'échecs écrit par Xavier Tartakover, paru en 1934 aux éditions Stock, considéré comme un classique du genre.
De toute la production littéraire sur les échecs de Tartakover, c'est cet ouvrage d'initiation qui a obtenu le plus de succès auprès du public.[réf. nécessaire]
Tartakover a rédigé le Bréviaire dans les années 1930, à l'issue de sa meilleure période d'activité qui lui a valu d'être nommé grand maître international lors de la création du titre en 1950.
Le livre présente un fort accent sur les ouvertures, domaine dans lequel la théorie échiquéenne a beaucoup évolué depuis ; cependant, le ton enjoué employé par l'auteur du Bréviaire rend cet ouvrage non seulement accessible aux joueurs débutants, mais aussi inimitable et distrayant.

## Éditions
- Xavier Tartakover[note 2], Bréviaire des échecs[note 3], Paris, Éditions Stock, 1937.
- Rééditions :
  - (nouvelle édition revue et augmentée), Éditions Stock, Paris, 1967, 295 p., (BNF 33188870).
  - Éditions Stock, Paris, 1978, 294 p.,  (ISBN 2-234-00187-0), (BNF 34603922). Fac-similé de l'édition de 1967.
  - Éditions Garnier, coll. « Librairie Saint-Germain », Paris, 1984, 419 p.,  (ISBN 2-7370-0000-9), (BNF 34847713).
  - Librairie générale française, coll. « Le Livre de poche » no 7933 série « Pratique », Paris, 1988, 378 p.,  (ISBN 2-253-04620-5), (BNF 34944923).
  - Le Livre de poche, 2003, 378 p.,  (ISBN 978-22530-4620-2).